# Израильско-иранские отношения
Израильско-иранские отношения прошли с 1940-х годов несколько этапов:
- противодействие Ирана плану раздела Палестины и принятию Израиля в ООН;
- потепление в отношениях, включая признание Израиля де-факто и налаживание экономических и военных связей при шахе Мохаммеде Резе Пехлеви;
- «холодный мир» в первое десятилетие после исламской революции, во время которого разрыв дипломатических отношений и воинственная риторика Ирана в отношении Израиля сочетались с продолжающимися закулисными контактами и борьбой с общим врагом в лице Ирака (в том числе в рамках сделки «Иран-контрас»);
- дальнейшее обострение конфликта после 1990 года, обусловленное изменениями мировой геополитической обстановки, общим углублением противостояния исламского и западного мира, началом мирного процесса между Израилем и соседними арабскими странами и работами в Иране над созданием собственного ядерного оружия.

Помимо непосредственных взаимоотношений между государствами Иран и Израиль, картину ирано-израильских отношений дополняет также противостояние этих государств внутренним и внешним врагам, с которыми сотрудничает вторая сторона. Для Израиля это исламистские организации ХАМАС (в секторе Газа и на Западном берегу реки Иордан) и «Хезболла» (в Ливане), для Ирана — суннитская организация «Джундалла» и леворадикальная «Организация моджахедов иранского народа».

## Сравнительная характеристика
Данные приводятся по оценкам Всемирной книги фактов ЦРУ на 2017—2019 годы.
|                              | Израиль                                                             | Иран                                         |
| ---------------------------- | ------------------------------------------------------------------- | -------------------------------------------- |
| Население (млн.)             | 8,425                                                               | 83,025                                       |
| Площадь (км²)                | 21 937                                                              | 1 648 195                                    |
| Плотность населения (на км²) | 384                                                                 | 50                                           |
| Столица                      | Иерусалим                                                           | Тегеран                                      |
| Крупнейший город             | Иерусалим                                                           | Тегеран                                      |
| Государственный строй        | парламентская демократия                                            | исламская республика                         |
| Официальные языки            | иврит                                                               | фарси                                        |
| Основные религии             | иудаизм 74,7 %, ислам 17,7 %, христианство 2 %, друзская вера 1,6 % | ислам 99,4 % (шииты 90—95 %, сунниты 5—10 %) |
| ВВП (доллары США)            | 317 млрд (36 400 на душу населения)                                 | 1,64 трлн (20 100 на душу населения)         |

## Исторические отношения до создания Государства Израиль

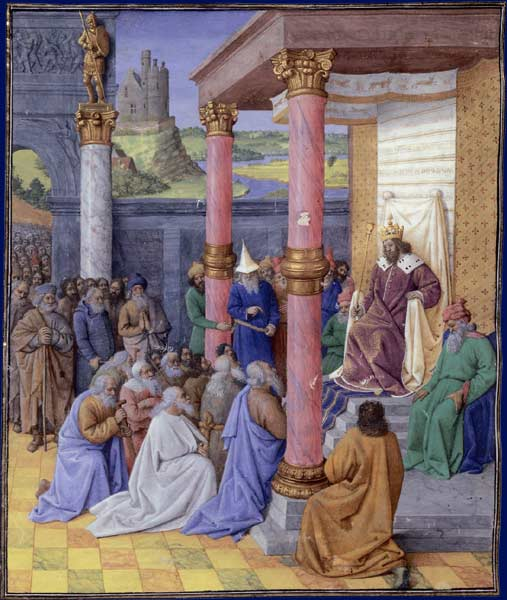
Кир Великий освобождает евреев из Вавилонского плена (Жан Фуке, 1470)

Исторические связи евреев с народами Персии (впоследствии Ирана) существуют с библейских времён. Принято считать, что после разрушения еврейских царств Вавилонской империей и её последующего завоевания государством Ахеменидов персидские власти смягчили имперскую политику по отношению к покорённым народам. Еврейский народ сохранил память о покровительстве Кира Великого, и после того, как его зять Дарий установил в Иерусалимском храме ежедневную жертву за благоденствие чужеземных сюзеренов Иудеи, она приносилась там веками (за исключением периода суверенного государства Хасмонеев) вплоть до начала Иудейской войны в 66 году. Важную роль в еврейском религиозном каноне играют Книга Есфирь, описывающая отношения евреев Персии с её властями в годы царствования Артаксеркса I, и связанный с ней праздник Пурим, отмечаемый в память об избавлении евреев от уничтожения из-за происков могущественного царедворца. Современными исследователями, однако, историческая достоверность Книги Есфирь ставится под сомнение.
Хорошее отношение властей к еврейским общинам Персии, состоявшим из ассимилированных потомков угнанных в Вавилон евреев, сохранялось в течение нескольких следующих столетий. Религиозная толерантность, укоренившаяся в империи со времён Кира Великого, привела к тому, что значительное количество её подданных при Ахеменидах приняло иудаизм или частично переняло еврейские обычаи, в том числе соблюдение шаббата (памятью об этом стало распространение среди нееврейских жителей Персии имени Шабтай). Из числа персидских евреев выходили влиятельные государственные сановники, а между Иерусалимом и евреями Персии сохранялись тесные связи как в границах единой империи Ахеменидов, так и в периоды господства в Персии Селевкидов и парфянской династии. Несмотря на то, что существовавшей при этих династиях еврейской культурной и, вероятно, юридической автономии был положен конец при Сасанидах (введших также запреты на некоторые еврейские религиозные ритуалы, а позже и на переход зороастрийцев в другую веру, включая иудаизм), в период их владычества Персия стала пристанищем для многочисленных еврейских беженцев из Римской империи. Еврейская культура испытывала на себе влияние зороастрийского дуализма, что отразилось в частности в укрепившейся вере в добрых и злых духов. Персидское влияние просматривается в еврейских духовных и религиозных трактатах разных периодов, начиная с книги Даниила и включая созданный в эпоху Сасанидов Вавилонский Талмуд. Евреи, в разные периоды по-разному относившиеся к властям империи в зависимости от проводимой в их отношении государственной политики, в то же время мирно сосуществовали со своими соседями-иноверцами («звездопоклонниками») в повседневной жизни, и вавилонским раввинам приходилось предпринимать значительные усилия для сохранения «чистоты веры». Нет никаких свидетельств о том, что в народных массах зороастрийской Вавилонии в этот период существовали какие бы то ни было специфически именно антиеврейские настроения (в отличие, к примеру, от преимущественно христианской Эдессы).
После завоевания державы Сасанидов арабами на евреев Персии, как и во всём остальном мусульманском мире, распространялись законы о зимми. Высокий поземельный налог резко сократил число евреев-земледельцев, и основными занятиями еврейской общины в Персии стали ремёсла и торговля. С X века начался рост влияния еврейского капитала (сначала купеческого, а затем банковского) в экономике Аббасидского халифата, в который входила и Персия, евреи становились личными банкирами халифов и визирей. Когда халифат был завоёван монголами и была установлена власть ильханов Хулагуидов, мусульмане были уравнены в правах с верующими других религий, что вновь привело к появлению еврейских сановников и расцвету персидско-еврейского искусства, однако затем при шиитской династии Сефевидов евреи оказались в положении угнетаемого религиозного меньшинства. Евреи державы Сефевидов были обязаны носить особые головные уборы, изучение еврейской духовной литературы запрещено, синагоги закрыты, а при шахе Аббасе II началась насильственная исламизация евреев Ирана. Электронная еврейская энциклопедия пишет: «Никакая другая династия в Иране не отличалась такой ненавистью к евреям» (жертвами шиитской иерократии в этот период, впрочем, были не только евреи, но и армяне-христиане, зороастрийцы и суфии). Евреи Персии в этот период пользовались любой возможностью для эмиграции, уезжая в другие страны Центральной Азии, на Кавказ, в Египет и Индию. Гонения ненадолго прекращались при отдельных правителях в середине XVII и XVIII века, но возобновились при Каджарах, достигнув апогея в 1839 году, когда насильственно была обращена в ислам еврейская община Мешхеда. Иудаизм в это время всё чаще рассматривался адептами господствующей религии как умышленное (иногда даже злонамеренное) отклонение от Божьего слова, искажение настоящих заповедей по вине раввинов. При Сефевидах и Каджарах изоляция евреев от других подданных империи постепенно усиливалась, и во многих крупных городах (таких, как Исфахан, Тегеран, Шираз и Мешхед) еврейские общины были сконцентрированы в отдельных кварталах, или махаллях. Исторические документы указывают на периодические еврейские погромы или возведение кровавого навета в конце XVIII и первой половине XIX века, причём, несмотря на худшее, нежели у мусульман-шиитов, положение евреев, выступления против них порой рассматривались как проявление недовольства властями. Хотя отношение властей и других этнических групп к евреям стало хуже, на этом этапе, как и на предыдущих, наблюдается определённое взаимное влияние господствующей (в данном случае уже исламской) и еврейской культуры. Известно более десятка рукописных книг на иврите, созданных в Иране и продолжающих персидскую традицию книжной иллюстрации. В большинстве своём это ивритские адаптации известных творений мусульманских авторов, таких, как «Юсуф и Зулейха», a также эпосы персидко-еврейских авторов Шахина и Имрани; в последнем случае стиль иллюстраций имитирует манеру оформления «Шахнаме». С другой стороны, евреи, по-видимому, внесли существенный вклад в музыкальную (в первую очередь инструментальную) культуру страны. Преобладание евреев в среде профессиональных музыкантов этой эпохи, вероятно, связано с «запретом на профессию» для мусульман-шиитов, о чём свидетельствуют, в частности, административные предписания для еврейских ансамблей сопровождать музыкой публичные казни.
Преследование евреев персидскими властями с определённого момента начало вызывать протесты евреев Европы, для которых ситуация с гражданскими правами уже начала меняться к лучшему, но эти протесты не приводили к каким-либо реальным результатам. Облегчение ситуации для персидских евреев наступило лишь в самом конце XIX века, в связи с конституционными реформами в Персии. В этот период снова стали открываться еврейские школы, а в 1906 году в рамках конституционной революции евреям Персии было официально гарантировано гражданское и экономическое равноправие. По закону от еврейской общины в меджлис (парламент Персии) избирался один депутат, но в целом еврейское население страны мало интересовалось политикой, а наиболее политически активные его представители переезжали в Палестину. Еврейская эмиграция была плодом не только деятельности сионистских агитаторов, но и по-прежнему тяжёлого, несмотря на конституционные сдвиги, положения иранских евреев, наиболее яркими проявлениями которого стали погромы в Керманшахе и Ширазе в конце первого десятилетия XX века и в Тегеране в 1922 году.

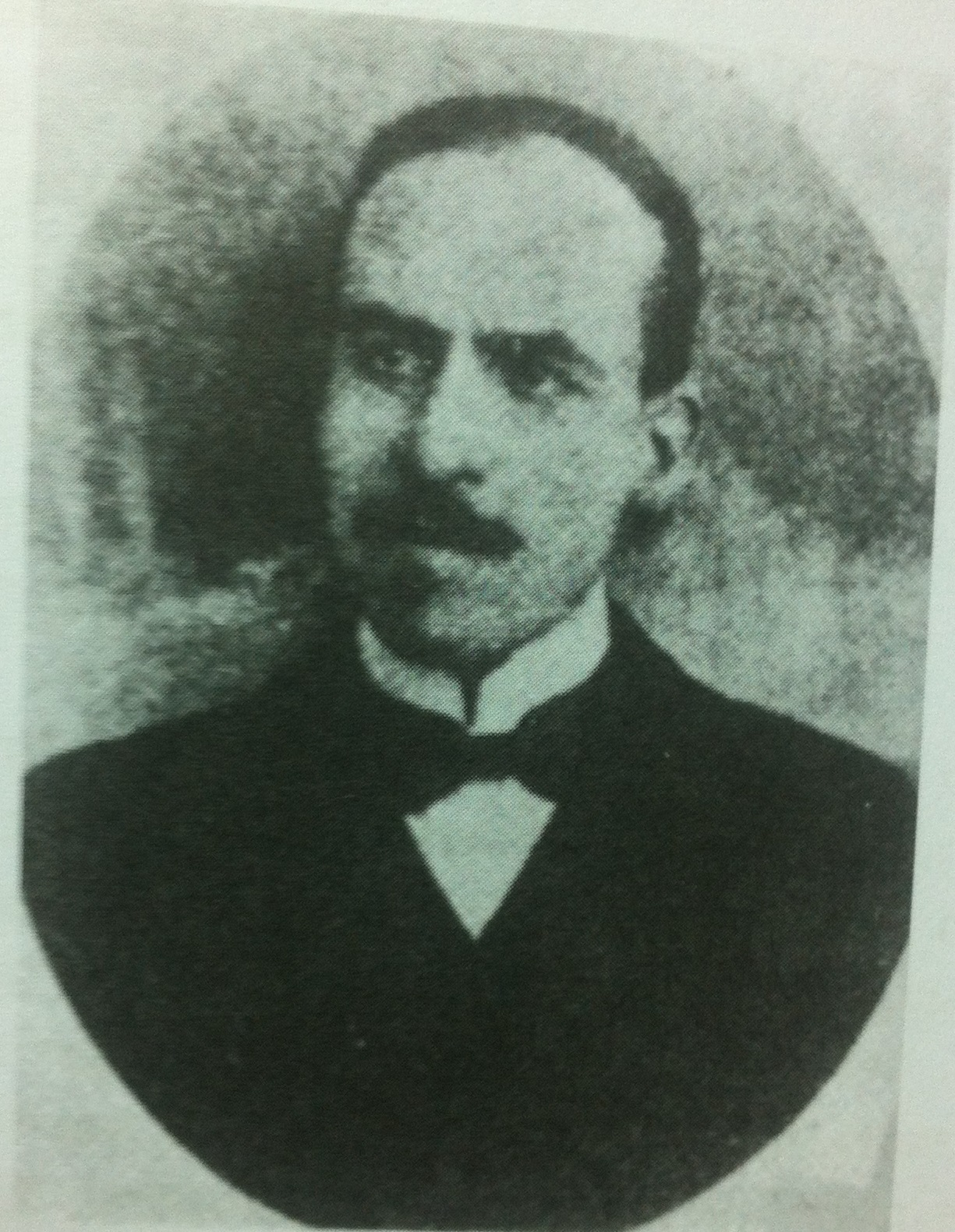
Шмуэль Хаим, депутат меджлиса и сионист, расстрелян в 1931 году

Положение евреев Ирана продолжало медленно улучшаться после воцарения династии Пехлеви, шахи которой относились к ним как к народу достаточно благожелательно. В Иране были отменены все законы, бывшие дискриминационными для евреев, положен конец концентрации еврейского населения в махаллях, еврейские школы интегрированы в государственную систему образования. Во время Второй мировой войны иранские дипломаты (в том числе консул Ирана в Париже Абдул-Хусейн Сардари) спасли от уничтожения многочисленных европейских евреев.
При этом антидискриминационная политика администрации Пехлеви сочеталась с последовательным противодействием развитию еврейского национального самосознания. Шах Реза Пехлеви, стремившийся к национальному и идеологическому единству, запретил на территории страны сионистскую (равно как и коммунистическую) деятельность. В 1926 году был арестован по обвинению в шпионаже в пользу британцев и пять лет спустя расстрелян один из лидеров еврейской общины, известный своими сионистскими воззрениями депутат меджлиса Шмуэль Хаим. Националистическая пропаганда, в частности, популяризовавшая идеи превосходства «арийской расы» при одновременном сотрудничестве в 30-е годы с нацистской Германией, привела к тому, что среди иранских интеллектуалов стало модным презрительное отношение к семитам (в равной степени распространявшееся на евреев и арабов). Последовательно отрицательной была также позиция по отношению к сионизму с его идеей еврейского дома в Палестине, занимаемая шиитскими религиозными авторитетами — улемами.
В 1947 году представитель Ирана вошёл в Комиссию ООН по оценке ситуации в Палестине. Когда комиссия выработала план раздела Палестины, иранский представитель был одним из трёх её членов, голосовавших против идеи раздела и за альтернативный план федерализации. 29 ноября 1947 года, когда Организация Объединённых Наций приняла резолюцию о разделе Палестины, Иран вместе с другими мусульманскими странами снова голосовал против, а затем 11 мая 1949 года, также в составе мусульманского блока, выступил против принятия Израиля в ООН. В дни арабо-израильской войны Иран оказывал материальную помощь арабской коалиции, уклоняясь, однако, от прямого участия в боевых действиях. Арабская сторона получила в своё распоряжение лишь мобилизованных аятоллой Аболькасемом Кашани добровольцев.

## Шахский Иран и Израиль: экономический и политический союз

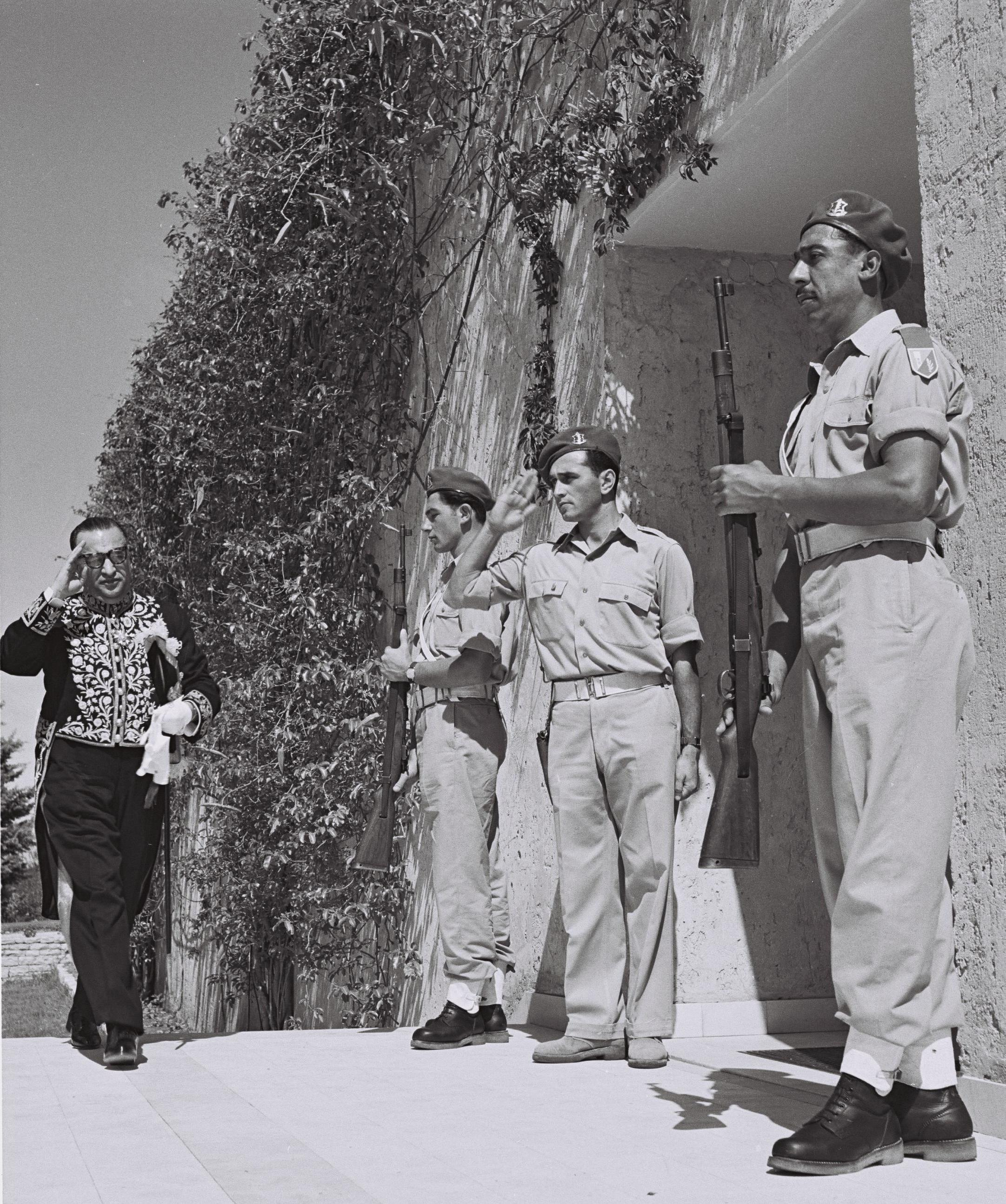
Иранский дипломат Реза Сафиния прибывает в резиденцию президента Израиля, 1950 год

Несмотря на вялую поддержку арабского дела, иранские власти достаточно скоро начали налаживать с молодым еврейским государством закулисные контакты. Иран, в частности, служил перевалочным пунктом для иракских евреев, бегущих из этой страны после арабо-израильской войны. Уже в мае 1949 года иранский эмиссар Аббас Сайкал был отряжен в Израиль, чтобы урегулировать вопрос об имуществе иранцев, бежавших из Палестины в военный период. Попытка Израиля ответить взаимностью и направить неофициального посланника в Иран, чтобы способствовать эмиграции через эту страну подвергавшихся преследованиям евреев Ирака, была, однако, отвергнута. Налаживание контактов велось через каналы в США, в том числе посредством личных встреч посланников Израиля и Ирана в ООН (соответственно Абба Эвен и Насролла Энтезам). Обсуждался вопрос признания Израиля и во время официального визита шаха Ирана в Вашингтон в конце 1949 года.
После того, как в сентябре 1949 года Израиль был официально признан Турцией, иранские власти уже могли не опасаться обвинений в том, что они первыми нарушили мусульманскую блокаду «сионистского образования», и 6 марта 1950 года, пока меджлис был распущен на новогодние каникулы, правительство Ирана признало Израиль де-факто. Профессор Беннингтонского колледжа Мансур Фарханг со ссылкой на анонимного американского разведчика утверждает, что этот шаг был обеспечен взятками на общую сумму не менее 400 тысяч долларов, полученными рядом иранских министров, включая премьера Мохаммеда Саеда. Уже 26 марта специальный посланник Ирана Реза Сафиния вручил президенту Израиля свои верительные грамоты. Спустя три месяца Сафиния стал первым иностранным дипломатом, организовавшим официальный приём в Иерусалиме после того, как этот город был провозглашён столицей Израиля. Между 1951 и 1953 годом, в период нахождения у власти в Иране кабинета Мохаммеда Мосаддыка, представительство Ирана в Иерусалиме было закрыто, но на полный разрыв отношений Мосаддык не пошёл и экономические контакты продолжались: Иран поставлял в Израиль сельскохозяйственную продукцию в обмен на промышленные товары, медицинское оборудование и техническую помощь, а в июне 1953 года между национальными банками двух стран было заключено соглашение об открытии кредитной линии. Первые постоянные израильские дипломаты появились в Иране в конце 1950-х годов. Две наиболее заметных фигуры из их числа — Меир Эзри и Яаков Нимроди — сами были выходцами из Ирана.
Государственный переворот 1952 года в Египте и установление в этой стране режима, ориентированного на сотрудничество с СССР, изменили ситуацию на Ближнем Востоке, подтолкнув Иран в сторону альянса с США. В 1955 году Иран присоединился к прозападному Багдадскому пакту. Таким образом Иран и Израиль геополитически оказались в одном лагере. Иранские власти рассматривали Израиль как ключевую сдерживающую силу против экспансии насеризма на Ближнем Востоке; этот взгляд подкреплялся успехом Израиля в военных действиях против Египта в 1956 году. Кроме того, после того, как в результате этой войны был открыт для судоходства Тиранский пролив, израильский порт Эйлат стал важным пунктом в транзите иранской нефти в Европу. Многие иранские специалисты проходили техническую подготовку в израильских вузах, а израильские фирмы вели масштабные строительные работы в Иране, включая восстановительные программы после землетрясений 1960 и 1962 годов. Израильтяне строили целые районы и в других регионах Ирана. Так, в 1970-е годы в иранских портовых городах Бендер-Аббас и Бушир, а также на острове Харк израильская компания «РАССКО» при участии иранского контрагента «Хадиш» (со связями в шахской семье) вела проект по заказу иранских ВМС. Строительство велось по проекту израильского архитектора Дана Эйтана и включало 12 тысяч единиц жилья и всю сопутствующую инфраструктуру. В пригороде Тегерана был открыт Центр израильских достижений в области медицины и фармакологии, где израильские врачи обучали местных, а с помощью израильского стоматолога Эфраима Шаки был создан центр стоматологии в Ширазе (впоследствии — база для первой в стране университетской кафедры зубных болезней). По распоряжению шаха иранские сельскохозяйственные ведомства нанимали на работу израильских консультантов, зачастую даже не имевших специального образования, просто для общего укрепления связей.
Израильская государственная авиакомпания «Эль Аль» начала совершать регулярные рейсы в Тегеран. Был также налажен обмен разведывательной информацией. В 1960 году шах Ирана публично подтвердил признание его страной Израиля, на что Египет ответил разрывом дипломатических отношений с Тегераном, восстановленных только через десять лет. В 1961 году Иран посетил премьер-министр Израиля Давид Бен-Гурион. Бен-Гурион рассматривал Иран как важную составную часть коалиции неарабских ближневосточных государств, включающей, помимо Израиля и Ирана, также Турцию и Эфиопию (последние три в его доктрине получили название «государств периферии»). Существует также информация, что израильтяне помогали шахскому Ирану в развитии его ядерной программы, на тот момент рассматривавшейся как инструмент сдерживания против соседнего Ирака.

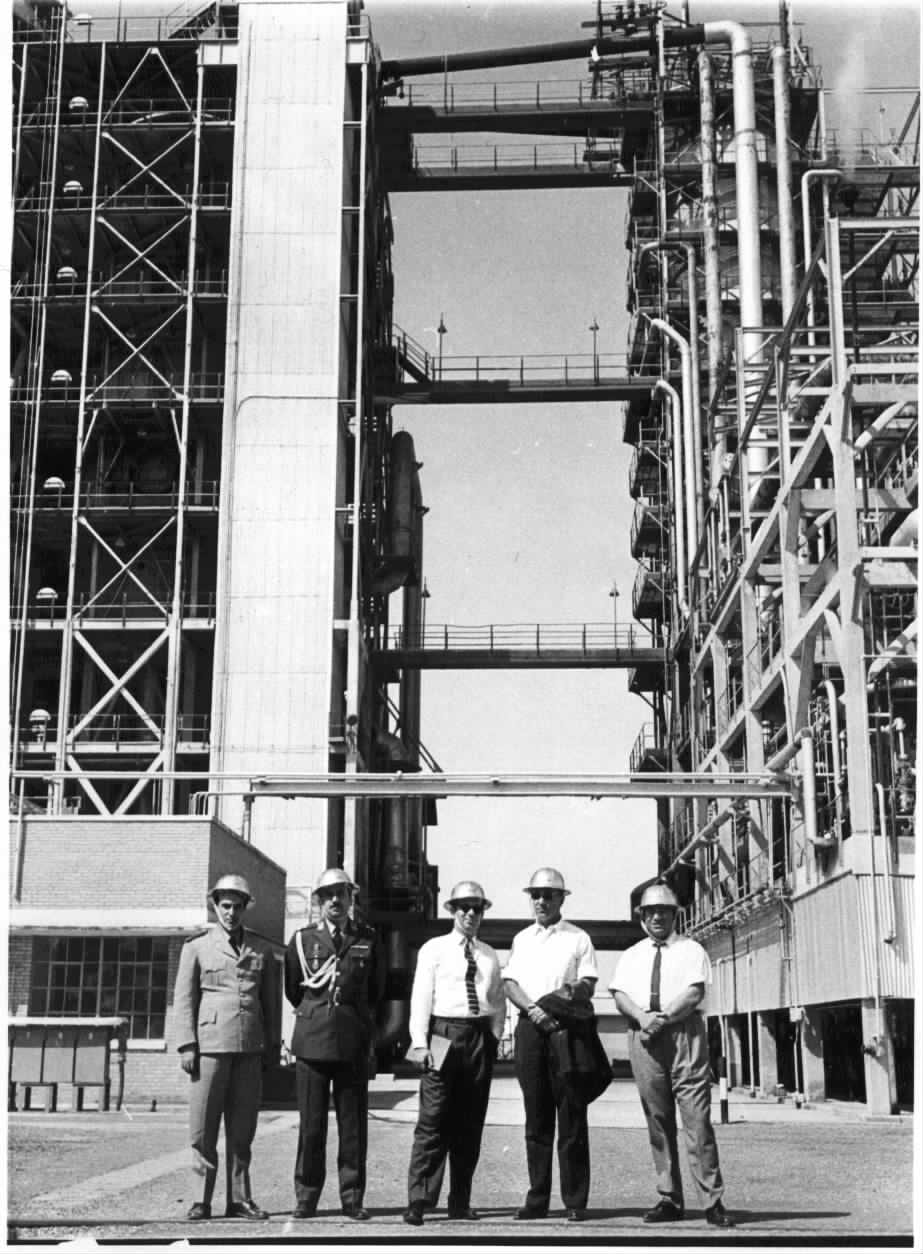
Яаков Нимроди и Меир Амит (крайние справа) с иранскими офицерами на абаданском нефтеперерабатывающем заводе, начало 1960-х годов

Политические и экономические связи Ирана и Израиля продолжали процветать до последних дней шахского режима. Иран принимал деятельное участие в строительстве нефтепровода Эйлат-Ашкелон, призванного стать альтернативным путём экспорта иранской нефти из-за повреждений Суэцкого канала. Нефтепровод с диаметром труб 8 дюймов, призванный обеспечить поставки иранской нефти на Запад в обход Суэцкого канала, который к тому же считался иранским руководством стратегически небезопасным, был проложен за рекордно короткие сроки (100 дней) в 1957 году, а уже на следующий год диаметр его труб был увеличен вдвое. В конце 60-х годов диаметр трубопровода был доведен до 42 дюймов (107 см), а объём перекачиваемой по нему нефти уже в 1970 году составил 10 млн тонн в год. В дальнейшем трубопровод начала использовать также американская энергетическая корпорация Standard Oil, и он приносил значительный доход как Ирану, так и Израилю до возобновления движения танкеров через Суэцкий канал в 1975 году и открытия аналогичного трубопровода через территорию Египта двумя годами позже. После Шестидневной войны Иран занимал произраильскую позицию в арабо-израильском конфликте, отвергая требования арабских стран прекратить поставки нефти в Израиль, а в разгар войны Судного дня даже передал еврейскому государству 25 самолётов «Фантом» (впрочем, шах Мохаммед Реза Пехлеви, не желавший полностью связывать себя с одной стороной в арабо-израильском конфликте, с первых дней войны также приказал поставлять нефть Египту). После войны Судного дня Пехлеви даже предлагал свои услуги в качестве посредника в мирных переговорах с Иорданией и Египтом, поскольку с Анваром Садатом, сменившим Насера на посту египетского президента, у него сложились более доверительные отношения. Объём израильского экспорта в Иран только с 1970 по 1977 год вырос с 22,3 млн долларов до 103,2 млн долларов, что было больше израильского экспорта в Турцию или Японию.
В течение десятилетия между 1965 и 1975 годами (до подписания Ираном Алжирского соглашения) Израиль и Иран также сотрудничали с курдскими сепаратистами в Ираке, поддерживая их борьбу с баасистским режимом этой страны. Израильские и иранские специалисты помогли создать курдскую спецслужбу Парастин. В первой половине 1970-х годов, когда иракское правительство, не справляясь с курдскими повстанцами, попыталось предложить им компромисс, включавший этническую автономию в северном Ираке, места в парламенте и утверждение курдского языка в качестве государственного, именно израильские и иранские спонсоры сепаратистов отговорили их лидера Мустафу Барзани, по его собственным словам, от примирения с центральными властями. В рамках ирано-израильского военного сотрудничества в 1977 году была заключена серия контрактов «Оружие в обмен на нефть», один из которых предусматривал модернизацию израильских противокорабельных комплексов «Габриэль» с заменой производимых в США составляющих на израильские. Это позволило бы поставку ракет «Габриэль» в Иран без нарушения американских законов по контролю за экспортом вооружений. Другой секретный проект под кодовым названием «Цур» («Камень»), утверждённый шахом в 1977 году, предполагал финансирование Ираном шести новых израильских систем вооружения, включая проект истребителя «Арье» (в дальнейшем название было изменено на «Лави»), на общую сумму от 1 до 1,2 млрд долларов.
Несмотря на размах сотрудничества и его неофициальную известность, официально шахское правительство предпочитало его не афишировать, чтобы не портить открыто и без того шаткие отношения с арабским миром (такая ситуация позволила одному из тогдашних иранских чиновников описать это сотрудничество как «любовную связь без брачного контракта»). Иранские представители ездили в Израиль через Турцию и не отмечали пребывание в еврейском государстве в своих паспортах; шесть дипломатов, составлявших персонал иранского представительства в Израиле в 70-е годы, официально числились пребывающими в Швейцарии (в документах иранского МИДа Израиль фигурирует как «Берн-2»). Так же точно содержались в секрете и визиты в Тегеран израильских руководителей, а в 1971 году израильских представителей отказались пригласить на празднование 2500-летия Персидской империи, поскольку их присутствие привело бы к бойкоту мероприятия арабскими странами. Уклончивая политика Ирана вызывала у израильской стороны раздражение: юридическое признание Ираном, влиятельной страной исламского мира, могло бы значительно усилить позиции Израиля в его отношениях с окружающими арабскими государствами.
У иранского руководства была и ещё одна причина не подчёркивать дружеские связи с Израилем: в то время как прозападная шахская администрация всячески крепила союз с Израилем, в массах к этим связям относились без энтузиазма. Нелюбовь к израильтянам подпитывали, в частности, близкие связи израильских спецслужб с пользовавшейся дурной славой госбезопасностью шахского режима — САВАКом («Энциклопедия Ираника» указывает, что сотрудничество спецслужб было предложено руководителем САВАКа Теймуром Бахтияром в 1957 году). Но особенно негативно были настроены клерикальные мусульманские круги, рупором отношения которых был аятолла Хомейни. Уже в 1963 году Хомейни заявлял, что Израиль стремится захватить экономику Ирана, разрушить его торговлю и сельское хозяйство и завладеть его богатствами, и что разгром его медресе в Куме совершили «зловещие агенты» Израиля. В 1971 году он в своей проповеди назвал Израиль «всемирно признанным врагом ислама и мусульман», который проник в политику Ирана, превратив эту страну в свою и американскую военную базу.
Уже в 1977 году израильский аналитик Реувен Мерхав предупреждал руководство о нездоровой обстановке в Иране, связанной с авторитарным стилем правления Пехлеви. Мерхав опасался, что в случае переворота в Иране израильское вооружение попадёт в руки враждебных элементов, но высшее руководство страны не желало отказаться от иранских финансовых вливаний. Были проигнорированы и предупреждения руководителя дипломатической миссии в Иране Ури Лубрани, присоединившегося к оценкам Мерхава в начале 1978 года, поскольку премьер-министр Менахем Бегин и министр обороны Даян придавали очень большое значение разработке вооружений в рамках проекта «Цур». Тем не менее во второй половине того же года началась постепенная эвакуация израильских граждан из Ирана и было приостановлено подписание новых долгосрочных договоров. Однако когда в конце года к израильтянам начали обращаться представители шахской администрации с призывами «сделать что-нибудь» с Хомейни, им дали понять, что «Моссад» — не контора для наёмных убийств.
К моменту падения шахского режима в феврале 1979 года в Тегеране оставалось всего 35 израильтян — дипломатов, сотрудников «Эль-Аль» и охранников, остальные были уже эвакуированы. Последние израильтяне покинули страну с американской помощью 18 февраля, завершив тем самым эпоху дружественных отношений Ирана и Израиля.

## Первые годы после исламской революции
Определённое охлаждение в отношениях между Ираном и Израилем началось ещё при Пехлеви. Причиной стало то, что шах начал менее высоко оценивать степень влияния Израиля в регионе (в частности, после неоднозначных результатов войны Судного дня) и мирового еврейства в целом; Иран в это же время, напротив, приобретал больший вес в мировой политике, становясь ключевым союзником США на Ближнем Востоке, и его монарх желал дистанцироваться от Израиля, чтобы улучшить отношения с арабскими странами. В 1975 году Пехлеви в интервью арабскому журналисту заявил, что Иран намерен пересмотреть применимость принципа «враг моего врага — мой друг» в отношениях с Израилем, и намекнул, что последнему, возможно, предстоит быть «интегрированным в мусульманские структуры». Кроме того, Иран был заинтересован в выполнении принятой после Шестидневной войны резолюции 242 Совета Безопасности ООН, декларирующей незаконность любого присоединения территорий военным путём: эту же резолюцию можно было применить и в случае арабского или советского захвата иранских территорий. Поэтому иранские власти осудили отказ Израиля отступить с захваченных в ходе войны территорий Западного берега Иордана и сектора Газа. В 1975 году иранский представитель проголосовал на Генеральной Ассамблее ООН за резолюцию 3379, приравнивавшую сионизм к расизму, что вызвало сильнейшее возмущение у израильтян. Тем не менее, враждебность арабских соседей по отношению к Ирану сохранялась (несмотря на то, что Пехлеви пошёл на значительные уступки при подписании соглашения 1975 года с Ираком, отказавшись от совместной с Израилем поддержки курдских сепаратистов в Ираке). Ощущение советской угрозы тоже никуда не исчезло, и наличие общих врагов предопределяло продолжение сотрудничества с Израилем до самых последних дней монархии. После исламской революции геополитическая обстановка для новых властей Ирана не изменилась: новая клерикальная верхушка ненавидела Советский Союз, а продолжающееся усиление соседнего Ирака в 1980-е годы представляло реальную военную угрозу, вскоре вылившуюся в полномасштабную войну. Более того, если к шахскому Ирану арабский блок относился с недоверием, революционные планы Хомейни приводили его руководителей в ужас, и изоляция Ирана от арабского мира только усилилась.
Поэтому Хомейни и его единомышленники, придя к власти, вынуждены были вести двойную игру. С одной стороны, все формальные и экономические связи с Израилем к 1980 году были разорваны, всего через шесть дней после смены власти здание израильского представительства в Иране (разгромленное толпой 11 февраля) было передано Организации освобождения Палестины, а улица, на которой оно располагалось, переименована в честь Ясира Арафата. 17 августа 1979 года (последняя пятница перед Рамаданом в этом году) было объявлено в Иране Днём Иерусалима в знак «солидарности с правами мусульман на Палестину». В стране начались гонения на иноверцев — бахаистов и евреев. Уже в 1979 году по обвинению в связях с Израилем казнён глава еврейской общины Ирана, ещё десять еврейских лидеров были казнены до 1983 года. В 1980 году был отменён закон, гарантирующий место в меджлисе представителю иранского еврейства. Казни и конфискации (стоимость реквизированного еврейского имущества оценивается Электронной еврейской энциклопедией в миллиард долларов) привели к массовой эмиграции иранских евреев: 55 тысяч — больше половины 80-тысячной еврейской общины Ирана — покинули страну с 1979 по 1984 год, примерно половина этого числа осела в Израиле и США.
Однако одновременно с репрессиями внутри страны и антиизраильской риторикой в прессе Хомейни, отнюдь не стремившийся «увязнуть в палестинском конфликте», выработал новую концепцию, согласно которой израильско-палестинский конфликт в первую очередь являлся внутренним делом палестинского народа, затем соседствующих с Израилем арабских стран и лишь потом остального исламского мира. Согласно этой концепции, Иран не рассматривался как страна, которая должна находиться на передовой линии в борьбе против Израиля. Поэтому во время Ливанской войны Хомейни лично воспрепятствовал планам более радикальных элементов в своём правительстве по отправке десяти тысяч солдат в Ливан для ведения боевых действий против АОИ и заявил, что иракский вопрос является для его страны более важным (буквально — «дорога на Иерусалим проходит через Кербелу»).

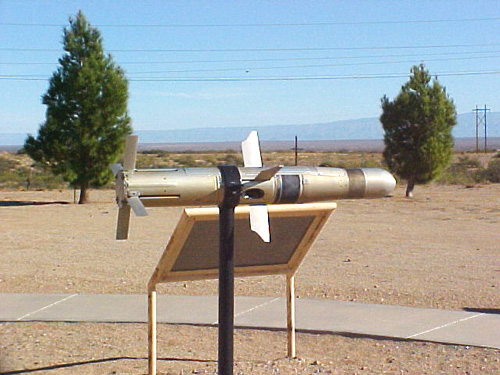
Ракеты TOW вошли в число вооружений, поставлявшихся Ирану при израильском посредничестве

Израиль на протяжении первых лет после исламской революции продолжал демонстрировать готовность к сотрудничеству с новым иранским режимом, в одном из первых официальных заявлений после мартовского референдума 1979 года признав его легитимность. Израиль продолжал поставлять новому режиму товары (в том числе запчасти к военной технике и боеприпасы) в обмен уже не на нефть, а на возможность для местных евреев беспрепятственно покидать Иран. После начала Ирано-иракской войны Израиль оказался нужен Ирану и в качестве посредника в контактах с американцами, чья военная техника составляла основу иранской армии. Израиль, со своей стороны, также опасаясь военной мощи Ирака и всё ещё пытаясь сохранить антиарабский альянс, лоббировал в Вашингтоне поставки оружия в Иран для войны с Саддамом Хусейном (с первым призывом к таким шагам выступил министр обороны Моше Даян всего через три дня после начала войны) и напрямую снабжал Иран оружием на раннем этапе войны. По словам иранского торговца оружием Аймана Хайдари, сразу после начала войны около 80 % всего вооружения, приобретаемого Ираном, шли из Израиля. «Энциклопедия Ираника» со ссылкой на неофициальные источники даже указывает, что израильские специалисты в это время посещали линию фронта, чтобы оценить нужды Ирана в вооружении. По данным тель-авивского Института исследований национальной безопасности, только за первые три года войны Израиль продал Ирану вооружений на полмиллиарда долларов; Мансур Фарханг в 1989 году оценивал общий объём продаж за время войны в три миллиарда. Все сделки с оружием велись через третьи руки — по словам Фарханга, это делалось, чтобы обеспечить агентам Хомейни возможность отрицать любые контакты с «малым дьяволом», как официальная пресса Ирана именовала Израиль. Израиль со своей стороны тоже был вынужден в первое время держать продажу вооружения и деталей американского производства в секрете, поскольку это противоречило условиям наложенного Соединёнными Штатами эмбарго на снабжение оружием хомейнистского Ирана до освобождения его властями американских заложников, захваченных в 1979 году.
Позднее израильские спецслужбы непосредственно участвовали в реализации сделки «Иран-контрас», в рамках которой Иран получал американское оружие. В рамках сделки Иран получил свыше двух тысяч противотанковых ракет TOW, 18 ракетных комплексов HAWK и более 300 комплектующих частей к ним, отпустив взамен трёх заложников. Из семи поставленных партий первые три были получены Ираном напрямую от Израиля, которому США обещали восполнить запасы более новым оружием, но из-за возникших проблем с ракетами HAWK дальнейшие поставки американцы осуществляли сами, без посредничества Израиля. По словам одной из центральных фигур этой операции, израильского разведчика и дипломата Давида Кимхи, Израиль на этом этапе был заинтересован в максимально продолжительной и изматывающей войне между Ираком и Ираном, которая могла надолго ликвидировать угрозу для него со стороны любой из этих стран. В итоге, однако, хотя Ирак и не одержал в войне однозначную победу, он закончил её в качестве основной ближневосточной военной силы и главной угрозы для безопасности Израиля.

## 1990-е годы и начало XXI века: дальнейшее ухудшение отношений
В начале 1990-х годов ряд событий изменил геополитическую обстановку на Ближнем Востоке. К этим событиям относились распад Советского Союза и операция «Буря в пустыне», подорвавшая военную мощь Ирака. Иран в ходе боевых действий проамериканской коалиции против Ирака сохранял дружественный нейтралитет, и его руководство ожидало ответных жестов со стороны США, но их не последовало: администрация Буша предпочла не заканчивать процесс падения Саддама Хусейна, сохранив его в качестве противовеса влиянию шиитского Ирана. Иранские представители также не были приглашены на Мадридскую мирную конференцию 1991 года, оставив у иранского руководства впечатление, что американцы по-прежнему заинтересованы в его изоляции. Впрочем, иранские власти сделали со своей стороны всё возможное, чтобы такого приглашения и не поступило, организовав одновременно с Мадридской параллельную конференцию в Тегеране, задачей которой была консолидация сил, выступающих против примирения арабов с Израилем. Мадридская конференция была объявлена средством усиления Израиля, в обмен на которое арабы не получают ничего, кроме презрения и позора.
У израильских лидеров в это же время, в условиях разрушения биполярного мира и исчезновения СССР как силы, поддерживающей арабский блок, возникли опасения, что теперь США будут предпринимать шаги по сближению с арабскими странами в ущерб интересам Израиля; первым таким шагом им виделось настойчивое принуждение к участию в Мадридской конференции. Поэтому пришедшее 1992 году к власти правительство Рабина стало самостоятельно искать каналы для сепаратных договорённостей с арабскими соседями на более удобных для себя условиях. Это привело к тайным переговорам с представителями ООП, завершившимся соглашениями в Осло. Обнародование соглашений привело к окончательному изменению позиции иранских лидеров по отношению к Ясиру Арафату, превратившемуся из друга Ирана в «печально известную, опозоренную личность», которой, по словам аятоллы Али Хаменеи, неизвестно кто доверил вести переговоры от имени палестинского народа. Несмотря на это, связи между Ираном и возглавляемой Арафатом Палестинской национальной администрацией не были разорваны, и в 2001 году, во время интифады Аль-Аксы, израильские ВМС перехватили два судна с грузом оружия от Ирана для подчинённой Арафату организации ФАТХ, причём одно из них, «Санторини», к моменту задержания успело совершить несколько таких рейсов. Наиболее известным в серии перехватов стало задержание в начале 2002 года в Красном море корабля «Карин А», на борту которого находилось 50 тонн оружия из Ирана, предназначенного для ФАТХа.
Рабин (ещё в 1987 году называвший «лучшим другом Израиля» фундаменталистский шиитский Иран), Шимон Перес и другие лидеры израильской партии Труда понимали, что уступки в переговорах с арабами можно будет оправдать, если публика будет убеждена, что для Израиля существует угроза страшней арабской. В их интересах было также усилить страх светских арабских режимов перед Исламской республикой. Тезис об «иррациональности» иранского клерикального руководства, с которым невозможно договориться, адресовался и западным странам — в первую очередь США. В израильских СМИ и высказываниях местных политиков стали всё чаще фигурировать упоминания угрозы радикального исламизма, олицетворением которого выступал Иран (примером может служить выступление в кнессете в 1993 году депутата от партии «Авода» Эфраима Снэ, согласно которому угроза для Израиля со стороны Ирана основана на трёх факторах — господствующей в Иране идеологии, экспансионизма и военного арсенала). Эту же риторику, представлявшую, по сути дела, зеркальное отражение обвинений, уже десятилетие бросаемых Израилю иранской прессой, подхватили СМИ США, а к концу 1994 года и официальный Вашингтон. Ирану в израильской прессе создавался имидж «террористического государства», вплоть до того, что любой теракт, совершавшийся в эти годы в любой точке земного шара, автоматически увязывался с «иранской угрозой».
Иранское руководство, осознав, что концепция «Нового Ближнего Востока» означает полную изоляцию Ирана в регионе, со своей стороны не только усилило антиизраильскую пропаганду, но и впервые начало следовать ей в своей внешней политике. Если раньше помощь Тегерана радикальной шиитской организации «Хезболла», ведшей войну против Израиля и его союзников в Ливане, была символической, то в 90-е годы началось её быстрое и решительное вооружение. По заказу Ирана, «Хезболла» произвела взрывы в израильском посольстве (1992) и у еврейского культурного центра в Аргентине, жертвами которых стали более 100 человек. Одновременно Иран впервые начал искать подходы к суннитским исламистским группировкам на Западном берегу Иордана и в секторе Газа — территориях, контролируемых Израилем с 1967 года. Уже в 1992 году Муса Абу Марзук, представитель крупнейшей из этих организаций — ХАМАС, — побывал в Тегеране и заручился от иранских властей обещаниями финансовой помощи в размере 30 миллионов долларов ежегодно, предоставления тренировочных лагерей и оружия.
Парадоксальным образом сигналы о возможном примирении с Ираном стали поступать со стороны Израиля с приходом к власти в 1996 году правого националистического правительства Биньямина Нетаньяху. Нетаньяху, не скрывавший своего негативного отношения к процессу Осло и палестинскому руководству, был готов к возобновлению сотрудничества с Ираном, где в это время у власти было относительно либеральное правительство Мохаммада Хатами. Хатами в своих выступлениях критиковал антисемитизм и подчёркивал: «У нас нет трудностей с евреями, но мы против сионизма — разновидности фашизма». В 1998 году Хатами счёл возможным отказаться от непримиримой позиции в отношении ближневосточного мирного процесса, объявив, что любое соглашение, которое устроит палестинцев, устроит и Иран; это заявление, однако, было сделано уже в дни, когда мирный процесс ощутимо зашёл в тупик и близкого разрешения конфликта больше не предвиделось. Нетаньяху со своей стороны временно положил конец демонизации Ирана израильскими официальными лицами и начал искать подходы к политическому руководству в Тегеране через иранских евреев.

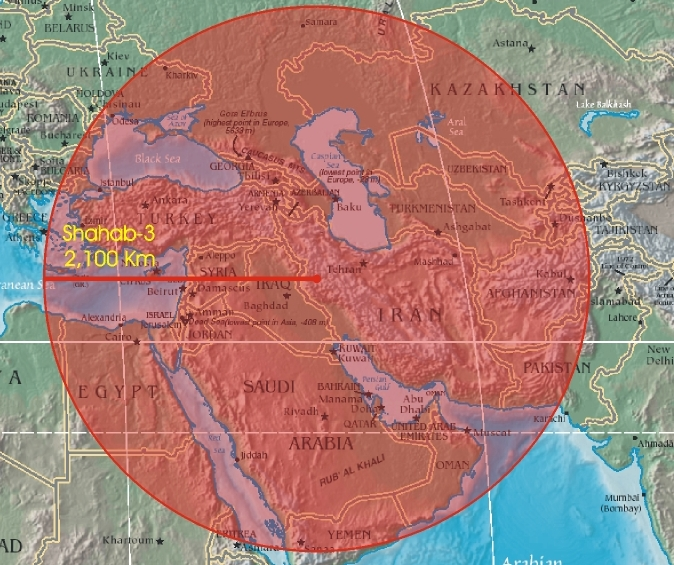
Радиус досягаемости ракет «Шахаб-3» включает территорию Израиля

Однако нового сближения так и не состоялось. В 1997 году Иран провёл испытания баллистической ракеты «Шахаб-3», способной достичь территории Израиля (вскоре после этого и в Израиле было объявлено о том, что Иран отныне находится в радиусе досягаемости израильских ВВС, получивших на вооружение истребители F-15I). В это же время стало ясно, что в Иране работают над созданием собственного ядерного оружия (которое, вероятно, рассматривается как средство сдерживания в отношении США в свете ядерного опыта КНДР). Для израильтян это было реальным воплощением «иранской угрозы», о которой твердила пропаганда с начала 90-х годов. К тому же, несмотря на заверения Хатами, началось ухудшение отношения к евреям в самом Иране: в 1999 году по обвинениям в шпионаже в пользу Израиля были арестованы 13 иранских евреев, десять из которых, несмотря на отсутствие доказательств, были приговорены к тюремным срокам; в стране под влиянием подстрекательской кампании в СМИ начались еврейские погромы. В 2000 году Высший руководитель Ирана аятолла Хаменеи в своей речи назвал Израиль «раковой опухолью», которая должна быть выкорчевана из региона. Еврейская эмиграция из Ирана продолжалась, и к 2002 году в этой стране оставалось немногим более 11 тысяч евреев. Оставшаяся часть еврейского населения Ирана старается максимально дистанциироваться от Израиля, осуждает само государство Израиль и сионизм как идеологию в обмен на покровительство религиозных лидеров Ирана.
Израиль в свою очередь повёл борьбу с поставками оружия и военных технологий Ирану. В 1998 году к 16 годам лишения свободы был приговорён израильский бизнесмен Нахум Манбар, организовавший продажу Ирану израильской военной электроники и компонентов для изготовления зарина и иприта. По словам самого Манбара, санкцию на контакты с Ираном он получал от израильских спецслужб, которым в обмен поставлял информацию, полученную от партнёров в Тегеране. При этом журналист International Herlad Tribune Стэнли Вейс указывает, что израильские функционеры и в это время продолжали искать пути выплатить Ирану долг за поставки нефти в период шахского правления; одним из путей для этих выплат оставались поставки в Иран сельскохозяйственного оборудования (по данным Вейса, на сумму около 300 млн долларов) через европейских посредников.
Дальнейшее усиление враждебности между Ираном и Израилем стало результатом событий в начале XXI века, когда Иран, несмотря на оказанную им помощь в борьбе против «Аль-Каиды» и «Талибана», был включён президентом Дж. У. Бушем в состав «оси зла» в его обращении к Конгрессу в январе 2002 года. Вашингтон также отклонил иранский меморандум 2003 года, в котором рассматривалась возможность признания Ираном Израиля, отказа от вооружения «Хезболлы» и присоединения к Бейрутской декларации, известной также как арабская мирная инициатива, в обмен на прекращение пропагандистской кампании против Ирана в США и признание прав этой страны как региональной державы. Причины отказа от переговоров кратко охарактеризовал Лоуренс Уилкерсон, руководитель аппарата тогдашнего министра обороны США Колина Пауэлла. По словам Уилкерсона, бывшего сторонником переговоров, в тот момент в администрации Буша господствовала позиция «мы не ведём переговоров со злом». Американское руководство, по всей видимости, восприняло иранские инициативы как признак слабости тамошних властей и потенциальную возможность для силовой смены режима. Была ли инициатива 2003 года действительно искренним шагом навстречу или дипломатической игрой, достоверно неизвестно, но иранские дипломаты, выступавшие за уступки США, были после её неудачи уволены. После ликвидации режима Саддама Хусейна в Ираке Иран вышел на первый план в списке потенциальных угроз для Израиля с точки зрения его разведывательных и военных кругов.
Усилившиеся антиамериканские и в целом антизападные настроения иранской улицы привели к тому, что в 2005 году кресло президента Ирана занял выразитель этих настроений — Махмуд Ахмадинежад. При Ахмадинежаде Иран стал мировым центром отрицания Холокоста, который рассматривался как миф, созданный сионистской пропагандой, хотя в местной прессе («Тегеран таймс», «Джумхурийе ислами») такие настроения встречались уже в 90-е годы. Сам Ахмадинежад неоднократно публично предрекал скорое уничтожение Израиля. Даже если Холокост действительно происходил, по словам Ахмадинежада, ответственность за него ложится на Запад и поэтому территорию для еврейского государства должны предоставлять Европа, США и Канада. Заявления Ахмадинежада в отношении Израиля и Холокоста вызвали публичное осуждение не только на Западе и в Израиле, но и среди лидеров иранской еврейской общины. В рамках антисемитской пропагандистской кампании Организация распространения ислама Исламской республики Иран также организовала выпуск нового издания «Протоколов сионских мудрецов», появившегося в 2005 году в иранском киоске на Франкфуртской международной книжной ярмарке. В то же время именно в годы, когда Ахмадинежад занимал пост президента, в Иране вышел на экраны мини-сериал «Поворот на ноль градусов», рассказывающий о событиях Холокоста во Франции и деятельности Абдул-Хусейна Сардари по спасению евреев в качестве фона для истории любви студента-перса и французской еврейки; при этом в фильме проводится традиционное для современного Ирана разграничение между «хорошими евреями» и «плохими сионистами».
Одновременно Иран продолжал наращивать военную мощь «Хезболлы» в Ливане — процесс, масштаб которого стал ясен лишь в 2006 году в ходе Второй ливанской войны. Во время этой войны Израиль, привыкший бороться с мелкими подпольными ячейками и разрозненными отрядами, обнаружил, что ему противостоит хорошо вооружённая армия, целенаправленно обученная ведению партизанской войны. На вооружении «Хезболлы» оказалось не только современное индивидуальное оружие и ракеты, в радиусе действия которых оказалась Хайфа, но и противокорабельные ракеты C-802 китайского производства, одной из которых был повреждён корвет израильских ВМС. В ходе войны Израилю не удалось эффективно ликвидировать угрозу со стороны «Хезболлы»; как и иранский ядерный потенциал, она представляет собой угрозу для безопасности Израиля даже в глазах его умеренных кругов. Уже после Второй ливанской войны израильский флот перехватывал в Средиземном море суда с оружием иранского производства (или идущие из иранских портов), по-видимому, предназначенные для переоснащения «Хезболлы» (в частности, в 2009 году) и вооружения «Хамаса» (в том числе в 2011 и 2014 годах). Из Ирана также звучали заявления о готовности организовать вооружённую охрану морских конвоев с грузами для блокированного сектора Газа, что должно предотвратить повторение произошедшего в 2010 году захвата судов аналогичной флотилии израильским спецназом. По данным органов безопасности граничащего с Ираном Азербайджана, связанные со Стражами Исламской революции элементы участвовали в подготовке нападений на израильское посольство и еврейские культурные объекты в этой стране. Помимо этого, в 2012 году также была зафиксирована целая серия покушений на израильских дипломатов в других странах (Индии, Грузии и Таиланде), которые международная следственная комиссия также связывала с Ираном.
Иранская ядерная программа и связанная с ней потенциальная угроза остаются постоянной темой в израильской прессе и выступлениях политиков. Опрос общественного мнения в 2012 году показал, что почти две трети израильтян верят в то, что Иран, заполучив ядерное оружие, использует его против их страны, и три четверти рассматривают иранскую политику как угрозу существованию Израиля. С 2006 года учения Командования тыла Израиля включают использование тоннеля, пробитого под горными массивами в Иерусалиме и предназначенного для спасения израильского руководства в случае ядерной атаки и его местопребывания в ходе дальнейших боевых действий. Хотя специалисты оценивают как маловероятную перспективу нанесения удара по Израилю с помощью оружия массового поражения без веских рациональных причин (указывая на неизбежные массовые жертвы среди палестинцев, вероятный ущерб святым местам ислама в Иерусалиме, а также гарантированный ответный удар со стороны Израиля и, скорее всего, США), сохраняется вероятность, что такая атака может стать результатом обострения ситуации в регионе. Неоднократно поднимался вопрос превентивного удара по иранским ядерным объектам, аналогичного тому, который израильская авиация в 1981 году нанесла по иракскому реактору «Осирак». В конце первого и начале второго десятилетия XXI века военные эксперты, однако, высказывают сомнения в эффективности такой атаки, даже если она состоится, указывая на разветвлённость и хорошую защиту объектов иранской ядерной программы (в рамках совершенствования этой защиты Иран приобрёл у России зенитные ракетные комплексы С-300 и в 2016 году начал располагать их вокруг подземного комплекса по обогащению урана). Возможно, что Израиль в состоянии нанести разовый удар по части этих объектов, замедлив получение Ираном ядерного оружия на период от нескольких месяцев до нескольких лет, однако он не готов к полномасштабной войне, которая станет неминуемым результатом такого удара. В случае атаки на ядерные объекты иранские газеты и официальные лица в свою очередь угрожают полным уничтожением Израиля, а также перекрытием Ормузского пролива, по которому проходят поставки от 20 % до трети всей мировой нефти.
Администрация США последовательно выступает против применения военной силы Израилем для срыва иранских ядерных разработок. В конце февраля и начале марта 2015 года СМИ разных стран растиражировали сообщение кувейтской газеты «Аль-Джарида» о том, что президент Обама пригрозил сбивать израильские военные самолёты, если они возьмут курс на Иран. Это сообщение было немедленно категорически опровергнуто вашингтонскими официальными лицами, но решительные возражения американского руководства, включая президента и министра обороны, против военного сценария разрешения кризиса неоднократно озвучивались и в прошлом. В отсутствие реальной возможности военного решения проблемы Израиль последовательно предпринимает усилия для ужесточения международного политического и экономического давления на Иран, призванного заставить эту страну отказаться или хотя бы заморозить ядерную программу. Израильские официальные лица пытаются убедить как Соединённые Штаты, так и мировую общественность в целом, что ядерное оружие Ирана представляет угрозу не только для еврейского государства, но и для других стран. Принятый в июле 2015 года Совместный комплексный план действий, предусматривающий снятие санкций с Ирана в обмен на международный контроль за его ядерной программой и спонсируемый в том числе США, премьер-министр Израиля Нетаньяху назвал недостаточным и ведущим в конечном счёте к войне.
Высказывались мнения о том, что в свете этих событий Израиль может начать поиск союзников против Ирана в само́м ближневосточном регионе. Так, генеральный директор министерства иностранных дел Израиля Дори Гольд намекал на возможные шаги в направлении нового сближения с Турцией, чья роль регионального лидера в связи с усилением Ирана тоже может оказаться под угрозой. Как шаг к созданию совместного фронта противостояния иранскому влиянию рассматривается и полная нормализация отношений между Израилем и Объединёнными Арабскими Эмиратами, о которой было объявлено в августе 2020 года (при этом ОАЭ официально такую цель отрицают).
В свете израильской резкой публичной реакции на иранскую ядерную программу израильские спецслужбы также связываются с внедрением в иранскую компьютерную сеть червя Stuxnet, временно парализовавшего работу иранских центрифуг, и с серией убийств и покушений на иранских учёных-ядерщиков. Как минимум пять учёных были убиты при взрывах бомб, подложенных в их автомобили, но ни в одном из этих случаев не удалось доказать «израильский след». Тем не менее в мировой прессе сложилось убеждение, что за убийствами стоит именно Израиль, и администрация Барака Обамы усилила нажим на израильское руководство с целью прекратить покушения (в то же время в издании Bulletin of the Atomic Scientists высказывается мнение, что как минимум в некоторых случаях за убийствами могло стоять само иранское руководство, опасавшееся бегства своих учёных-ядерщиков на Запад). Когда весной 2021 года на испытаниях новых центрифуг в Натанзе произошёл взрыв, Иран официально объявил этот инцидент терактом со стороны Израиля. В январе 2023 года иранский военный завод в Исфахане подвергся атаке БПЛА. New York Times и Wall Street Journal со ссылкой на неназванных представителей администрации США сообщили, что атаку организовал Израиль. Позже это обвинение озвучил и Иран.
Согласно иранским источникам, спецслужбы Израиля действуют против этой страны с территории её северного соседа — Азербайджана. В 2012 году новостная сеть NBC со ссылкой на неназванных американских государственных служащих сообщила, что убийства иранских учёных осуществляет леворадикальная «Организация моджахедов иранского народа» (MEK), боевиков которой финансируют и тренируют израильтяне; по словам источников NBC, американскому руководству известно об этом сотрудничестве, хотя оно и не участвует в нём непосредственно. Представители MEK официально отвергли эти обвинения, в то время как израильские власти отказались их комментировать. Предполагается также, что именно от Израиля MEK получила секретную информацию об иранской ядерной программе, которую обнародовала в начале 1990-х годов, а в 2018 году «Моссад» предотвратил атаку на митинг МЕК в Париже, которую готовили иранские спецслужбы в Европе.
Иран традиционно обвиняет Израиль (а также США) в поддержке МЕК, с 1986 года действующей с территории Ирака. В целом официальный Иран систематически использует образ сионистского врага для дискредитации оппонентов. Так, с 2009 года, когда после скандального переизбрания Ахмадинежада на пост президента возникло оппозиционное иранское Зелёное движение, в иранских источниках были выдвинуты против Израиля обвинения в его поддержке и финансировании, несмотря на отсутствие доказательств последнего. До этого, когда в 2006 году расистская антиазербайджанская публикация в центральной газете привела к массовым демонстрациям жителей Иранского Азербайджана, в их организации также усмотрели «руку Израиля». Американские и иранские СМИ также сообщают о сотрудничестве Израиля с другой террористической организацией — суннитской группировкой «Джундалла». Иранская пресса регулярно обвиняет Израиль (а также США и Великобританию) в секретной поддержке «Джундаллы», открыто поддерживаемой Пакистаном, а в 2012 году американский журнал Foreign Policy опубликовал статью о вербовке агентами «Моссада» боевиков «Джундаллы» за пять лет до этого. Ещё одной группой боевиков, в поддержке которой иранские власти подозревают США и Израиль, является «Партия свободной жизни в Курдистане».
В ходе гражданской войны в Сирии (с 2011 г.) Иран усилил своё влияние в этой стране, как через «Хезболлу», так и напрямую (сообщается о существовании на территории Сирии иранских военных баз). В связи с этим Израиль высказывал опасения, что полное поражение в войне сил, противостоящих президенту Башару Асаду, может привести к появлению на границе с Голанскими высотами отрядов «Хезболлы» или непосредственно иранских войск.
Эти прогнозы начали осуществляться в 2018 году, на фоне планов нового президента США Трампа прервать участие США в проекте по контролю над иранской ядерной программой и возобновить экономические санкции против этой страны.
В феврале над Израилем был перехвачен вооружённый беспилотный летательный аппарат, по утверждениям израильской стороны — иранский; в ответ был нанесён авиаудар по объектам на территории Сирии (один из израильских самолётов был при этом подбит).
В апреле при израильской атаке на один из сирийских аэродромов погибли семь иранцев.
В мае израильские объекты на Голанских высотах были подвергнуты ракетному обстрелу из Сирии, который, по мнению Израиля, был организован силами «Кудс» — спецназом Стражей Исламской революции; в общей сложности было выпущено 20 ракет типа «Град» (иранская модификация «Фаджр»), из которых 16 не долетели до территории Израиля, а остальные были сбиты противоракетной системой. Израиль ответил массированными авианалётами на иранскую инфраструктуру в Сирии, затронувшими около 50 военных объектов и складов. При этих ударах погибло более 20 человек.
Атаки на иранскую военную инфраструктуру в Сирии продолжались и позже: так, в октябре 2022 года израильские ВВС уничтожили в Димасе иранский завод по производству военных БПЛА.
На фоне конфронтации на уровне официальных лиц и СМИ, а также растущего страха за существование Израиля в 2012 году в социальной сети Facebook стартовала программа «Израиль любит Иран», инициаторами которой выступили израильтяне Рони Эдри и Михаль Тамир. Программа, участники которой заверяют иранцев в миролюбии израильтян, пользуется заметной общественной поддержкой и получила отклик с другой стороны — программу с похожим названием «Иран любит Израиль». В Иране в 2014 году была развёрнута кампания по номинации Эдри и Тамир на Нобелевскую премию мира.
Политики из израильского левого лагеря (в частности бывший министр иностранных дел Шломо Бен-Ами) призывают думать не о том, как предотвратить развитие ядерного потенциала Ирана, а о том, как интегрировать ядерный Иран в картину региональной безопасности. Многие израильтяне иранского происхождения, в особенности иммигрировавшие в Израиль по экономическим соображениям, продолжают с симпатией относиться к стране исхода, хотя и среди «ястребов» израильской политики по отношению к Ирану есть выходцы из этой страны. Среди последних — бывший министр обороны Израиля Шауль Мофаз и бывший начальник Генштаба АОИ Дан Халуц, на вопрос о том, как далеко готов зайти Израиль, чтобы остановить иранскую ядерную программу, ответивший «на две тысячи километров». 

С иранской стороны также раздаются отдельные голоса, с уважением отзывающиеся об Израиле либо как минимум ставящие под сомнение необходимость его уничтожения, декларируемую официальной доктриной после революции 1979 года. Эти голоса принадлежат в основном представителям академических кругов (среди которых профессора тегеранских вузов Фарханг Разаи и Ахмад Накибзаде), но политики национального уровня подобную позицию ещё не озвучивают. Опрос, проводившийся в 2012 году Междисциплинарным центром в Герцлии среди жителей Ирана, показал, что 40 % из них готовы поддержать мирный договор с Израилем, если ему будет предшествовать заключение мира между Израилем и палестинцами и уход Израиля с оккупированных территорий.

### Прямое военное противостояние
В 2024 году отношения стран вновь обострились (см. Ирано-израильский конфликт (2024)): 1 апреля Израиль нанёс ракетный удар по консульству Ирана в Дамаске (Сирия). При авиаударе, разрушившем здание консульства, погибли два иранских генерала (командир сил «Кудс» в Сирии и Ливане бригадный генерал Мохаммад Реза Захеди и его заместитель) и ещё пять военных. В ответ Иран в ночь на 14 апреля нанёс удар по Израилю с использованием более 300 ракет и БПЛА (иранский Корпус стражей исламской революции назвал этот удар «операцией „Правдивое обещание“» (перс. قول صادقانه‎)). Иранский удар не причинил значительного ущерба, большинство ракет и БПЛА были перехвачены, в том числе западными союзниками Израиля, что дало основания говорить о том, что атака носила символический, а не реальный военный характер. Западные страны предостерегали Израиль от попыток продолжить эскалацию, предупреждая, что не окажут поддержки таким действиям. Однако в ночь на 19 апреля была атакована с воздуха авиабаза в иранской провинции Исфахан. По сообщениям неназванных чиновников в США, атака была проведена Израилем и также носила символический характер. В то же время сам Израиль не признал ответственности за неё и не упоминался напрямую в сообщениях о ней в иранских СМИ.
31 июля 2024 года в Тегеране был взорван руководитель политического крыла «Хамас» Исмаил Хания, прибывший туда на инаугурацию президента Масуда Пезешкиана. Хотя Иран и «Хамас» возложили ответственность на Израиль, вторая сторона не признала своей причастности к взрыву. В конце сентября, в ходе обострения конфликта между Израилем и «Хезболлой» израильские ВВС нанесли удар по Бейруту, в ходе которого погибли глава «Хезболлы» Хасан Насралла и один из командиров Корпуса стражей исламской революции Аббас Нилфорушан. 1 октября из Ирана был нанесён массированный удар по Израилю баллистическими ракетами, большую часть которых, согласно израильским источникам, удалось перехватить с минимальным количеством пострадавших.
В ночь на 13 июня 2025 года Израиль нанёс серию авиаударов по территории Ирана, дав этой операции кодовое название «Народ как лев», Около 200 израильских истребителей атаковали от 60 до 100 целей в восьми провинциях Ирана, включая ядерные объекты в Натанзе и Исфахане, военную инфраструктуру в Тегеране, Хамадане и Хорремабаде, а также квартиры высокопоставленных офицеров Корпуса стражей исламской революции. В результате ударов погибли несколько высокопоставленных иранских военных, включая генералов Хоссейна Салами и Мохаммада Багери, а также учёные-ядерщики Фереидун Аббаси-Давани и Мохаммад Мехди Тегеранчи. Израиль обосновал атаку необходимостью нейтрализовать ядерную угрозу со стороны Ирана. В ответ Иран запустил более 100 беспилотников, большая часть которых была перехвачена израильской системой ПВО, и в дальнейшем продолжал атаковать Израиль волнами баллистических ракет. После недели постоянного обмена ударами, согласно официальным данным, в Иране погибли более 200 человек (иранская правозащитная группа HRANA оценивала число погибших более чем в 600), в Израиле было более 20 погибших (все гражданские) и более 800 раненых. В Иране, помимо ядерной инфраструктуры, значительный ущерб был нанесён военным объектам, в обеих странах пострадала также энергетическая инфраструктура. После того как к военным действиям против иранских ядерных объектов присоединились США, стороны 24 июня договорились о прекращении огня. После заключения перемирия Иран оценил общее количество убитых со своей стороны в 935 человек, включая 132 женщины и 38 детей.

### Основные темы конфликта
В выступлениях официальных лиц и публикациях СМИ обеих стран постоянно затрагивается один и тот же круг вопросов, на которых строится взаимная враждебная позиция. С иранской стороны звучат обвинения в нелегитимности Израиля как государства, на которое, согласно иранской официальной позиции, евреи в принципе не имеют права, поскольку являются не народом, а религиозной конфессией. Иранская сторона отвергает само утверждение о том, что Палестина является родиной евреев, лежащее в основе сионистской идеологии; по одной версии, современные евреи в отличие от арабов не являются потомками Авраама, по другой они жили в Земле обетованной только в течение короткого времени в эпоху Давида и Соломона, тогда как арабское присутствие продолжается там непрерывно в течение 2500 лет. Создание Израиля может рассматриваться как проявление империалистической политики Запада по отношению к мусульманскому Востоку — в том числе как продолжение политики Крестовых походов — или как результат «фальсификации» Холокоста.
Иранские официальные лица и пресса постоянно выдвигают против Израиля обвинения в уничтожении и осквернении мусульманских святынь. Иран долгое время обвиняет «сионистов» в поджоге мечети аль-Акса в 1969 году (в действительности поджог осуществил христианин из Австралии Майкл Деннис Роган, признанный судом душевнобольным). Когда в сентябре 1996 года был открыт для туристов тоннель вдоль основания Храмовой горы, что вызвало массовые беспорядки среди палестинцев, спикер иранского МИДа назвал тоннель «осквернением мусульманских святынь» и «прелюдией к разрушению важных для ислама мест в Иерусалиме». Схожие обвинения прозвучали от депутата парламента Эбрагима Байсалами и от министра иностранных дел Али Акбара Велаяти, озвучившего их на заседании Совета Безопасности ООН. Иранские руководство и пресса также обвиняют Израиль в том, что США занимают жёсткую антииранскую позицию (в том числе в вопросе развития ядерной программы) под влиянием самого Израиля и дружественного ему еврейского лобби (аналогичных представлений о еврейском влиянии на американские СМИ придерживался в своё время и Пехлеви, рассматривавший любую критику Ирана в газетах США как израильские интриги). Традиционными в иранской прессе стали и мотивы тайного контроля евреев над всем миром, в частности еврейским заговором объясняются возникновение марксизма, публикация «Сатанинских стихов» Салмана Рушди и выход на экраны голливудских кинофильмов о Холокосте.
Израильские источники со своей стороны говорят об иранском экспансионизме, поддержке террористических организаций и ядерной угрозе со стороны Ирана. Любые примирительные жесты со стороны иранских властей либо остаются незамеченными, либо воспринимаются как усыпляющая бдительность тактика. Помимо непосредственной угрозы ядерного арсенала Ирана, в Израиле также опасаются, что это приведёт к быстрому и неконтролируемому распространению такого оружия в преимущественно враждебном Израилю ближневосточном регионе. Отдельным поводом для враждебности израильского общественного мнения по отношению к Ирану является официальный курс руководства Исламской республики на отрицание Холокоста. Например, когда новый президент Ирана Хасан Рухани решительно осудил любые преступления нацистов против человечности, будь то в отношении евреев или не-евреев, в интервью CNN, то официальное информационное агентство Ирана заявило, что CNN неправильно перевело речь президента на английский.

### Комментарии
1. ↑  ХАМАС признан террористической организацией Европейским союзом, Организацией американских государств и властями Аргентины, Австралии, Великобритании, Израиля, Канады, Новой Зеландии, Парагвая, США и Японии. Его деятельность также запрещена в Иордании и Египте.
2. ↑  «Хезболла» признана террористической организацией в Австралии, Австрии, Аргентине, Великобритании, Гватемале, Германии, Гондурасе, Израиле, Канаде, Колумбии, Литве, Нидерландах, Парагвае, Сербии, Словении, США, Чехии, Швейцарии, Эстонии. Военное крыло «Хезболлы» также признано террористической организацией в Европейском союзе, Новой Зеландии, Республике Косово и Франции.